# Agrostis nigricans
Agrostis nigricans é uma espécie de gramínea do gênero Agrostis, pertencente à família Poaceae.